# Vexatorella
- Commons
- Wikispecies

Vexatorella é um género botânico pertencente à família Proteaceae.